# 정청래
정청래(鄭淸來, 1965년 5월 18일~)는 대한민국의 정치인이다. 제17·19·21·22대 국회의원이다. 제22대 국회에서 전반기 법제사법위원회 위원장에 선출되었다. 현재는 더불어민주당 당대표를 맡고 있다.

## 생애
1965년 5월 18일 하동 정씨 문절공파 17대손으로 충청남도 금산군 진산면 석막리에서 10남매 중 10번째 막내로 태어났다.

### 정치 활동
1990년 초 서울 마포구에 길잡이학원을 설립해 운영하다가 새정치국민회의에 영입되어서 정치활동을 시작했다.
2007년 이재명 등과 함께 정동영 지지 모임인 '정동영과 통하는 사람들' 출범을 주도했다. 서울 마포구 을에 출마하여 4선(제17·19·21·22대) 국회의원을 지냈다.
제17대 국회 때는 국가보안법 폐지를 주장하며 국회본청 점거 농성을 주도했다.
2016년 3월 10일 막말 등 여러 가지 논란으로 인하여 20대 총선에 더불어민주당으로부터 공천을 받지 못하고 여러 현역의원들과 함께 컷오프 되었다. 당의 결정을 존중하며 탈당하지 않고 여러 가지 방면으로 당을 도와 총선승리에 앞장서겠다고 자신의 심정을 말하였다. 자신의 지역구에 당홍보위원장 손혜원을 추천하여, 손혜원이 더불어민주당 마포을 20대 총선 후보로 결정되었다.
21대 총선에서 마포구 을 지역구에 더불어민주당 후보로 공천되었으며 미래통합당 김성동 후보를 누르고 53.75%의 득표율로 당선되며 3선에 성공했다.
2022년 8월 더불어민주당 수석최고위원으로 선출됐다.
22대 총선에서도 같은 지역구에 출마해 국민의힘 함운경 후보를 누르고 52.44%의 득표율로 4선에 성공하였다.
22대 국회에서 전반기 법제사법위원회 위원장으로 선출되었다.

## 학력
- 진산국민학교 졸업
- 진산중학교 졸업
- 보문고등학교 졸업
- 건국대학교 공과대학 산업공학 학사
- 서강대학교 공공정책대학원 북한통일정책학 석사

## 경력
- 1992.~1996.: 마포구 성산동 길잡이학원 공동원장
- 1997: 새정치국민회의 입당
- 2002: 새천년민주당 탈당
- 2002: 노사모 회원
- 2003: 생활정치네트워크 국민의 힘 초대대표
- 건국대학교 민주동문회 초대회장
- 전국대학생대표자협의회 동우회 부회장
- 2003: 열린우리당 입당
- 2004: 열린우리당 국민참여운동본부 부본부장
- 2004: 열린우리당 청년대표 중앙위원
- 2004년 4월 15일: 대한민국 제17대 국회의원 선거 당선(서울 마포구 을, 열린우리당, 초선)
- 2004. 5.~2005. 1.: 열린우리당 원내부대표
- 2005: 열린우리당 전자정당위원회 위원장
- 2006. 2.: e스포츠&게임산업 발전을 위한 국회의원 모임 회장
- 2007. 11.~2007. 12.: 제17대 대통령 선거 대통합민주신당 정동영 대통령 후보 가족행복위원회 운영본부장
- 중국인민대학 초빙교수
- 2008~2011: 민주당 서울특별시당 마포구 을 지역위원회 위원장
- 2008: 민주당 서울특별시당 지방자치위원회 위원장
- 2010. 5.~2010. 6.: 제5회 전국동시지방선거 민주당 한명숙 서울특별시장 후보 공동선거대책위원회 유세본부장
- 2011. 12.~2013. 5.: 민주통합당 서울특별시당 마포구 을 지역위원회 위원장
- 2011. 12.: 민주통합당 BBK 진상조사위원장 정봉주 구명위원회 위원
- 2012. 4.: 민주통합당 언론정상화특별위원회 위원
- 2012. 4.: 민주통합당 민생공약실천특별위원회 한반도평화본부 간사
- 2012년 4월 11일: 대한민국 제19대 국회의원 선거 당선(서울 마포구 을, 민주통합당, 재선)
- 2012. 6.: 민주통합당 대선후보경선 준비기획단 위원
- 2012. 6.: 민주통합당 인터넷소통위원회 위원
- 2012. 7.: 민주통합당 정치검찰공작수사대책특별위원회 위원
- 2012. 7.: 민주통합당 MB정권 문화예술권력 편향화 대책특별위원회 위원
- 2012. 7.~2012. 9.: 민주통합당 중앙당 선거관리위원회 부위원장
- 2013: 김근태 기념치유센터 설립추진위원회 위원
- 2013. 3.: 박영석 기념관 건립추진위원회 위원
- 2013. 5.~2014. 3.: 민주당 서울특별시당 마포구 을 지역위원회 위원장
- 2013. 9.: 민주당 국정원법 개혁추진위원회 위원
- 2013. 11.: 한국독립유공자협회 자문위원
- 2014. 2.: 민주당 간첩조작증거 진상조사단 위원
- 2014. 3.~2015. 12.: 새정치민주연합 서울특별시당 마포구 을 지역위원회 위원장
- 2015. 2.~2016. 1.: 새정치민주연합→더불어민주당 최고위원
- 2015. 11.~2015. 12.: 새정치민주연합 불법진압대책위원회 위원장
- 2015. 12.~2016. 5.: 새정치민주연합→더불어민주당 가계부채특별위원회 위원장
- 2015. 12.~2016. 5.: 더불어민주당 서울특별시당 마포구 을 지역위원회 위원장
- 2017. 4.~2017. 5.: 제19대 대통령 선거 더불어민주당 문재인 대통령 후보 선거대책위원회 국민참여공동본부장
- 2019. 11.~: 더불어민주당 서울특별시당 마포구 을 지역위원회 위원장
- 2020년 4월 15일: 대한민국 제21대 국회의원 선거 당선(서울 마포구 을, 더불어민주당, 3선)
- 2022. 2.~2022. 3.: 제20대 대통령 선거 더불어민주당 이재명 대통령 후보 선거대책위원회 위원
- 2022. 8.~2024. 8.: 더불어민주당 수석최고위원
- 2024년 4월 10일: 대한민국 제22대 국회의원 선거 당선(서울 마포구 을, 더불어민주당, 4선)
- 2025. 8.~: 더불어민주당 당대표
- 2025. 8.~: 민주연구원 이사장
- 2025. 8.~: 더불어민주당 기본사회위원회 위원장
- 2025. 8.~: 더불어민주당 자치분권정책협의회 의장
- 2025. 8.~: 더불어민주당 세계한인민주회의 의장
- 2025. 8.~: 더불어민주당 AI강국위원장

## 의정 활동
- 2004. 5.~2008. 5. 제17대 국회의원(서울 마포구 을, 열린우리당→대통합민주신당→통합민주당, 초선)
  - 2004. 6.~2005. 1. 제17대 국회 전반기 국회운영위원회 위원
  - 2004. 6.~2006. 5. 제17대 국회 전반기 문화관광위원회 위원
  - 2006. 2.~2008. 5. 제17대 국회 전·후반기 방송통신특별위원회 위원
  - 2006.2.~2007.5. 제17대 국회 전·후반기 남북철도 협력사업 지원을 위한 국회의원 모임 간사
  - 2006. 6.~2008. 5. 제17대 국회 후반기 문화관광위원회 간사
    - 2006. 6.~2008. 5. 제17대 국회 후반기 문화관광위원회 법인심사 소위원회 위원장
- 2012. 5.~2016. 5. 제19대 국회의원(서울 마포구 을, 민주통합당→민주당→새정치민주연합→더불어민주당, 재선)
  - 2012. 6.~2014. 5. 제19대 국회 전반기 행정안전위원회 위원
  - 2012. 6.~2014. 5. 제19대 국회 전반기 정보위원회 간사
  - 2012. 8.~2014. 5. 제19대 국회 전반기 예산결산특별위원회 위원
  - 2012. 10.~2016. 5. 제19대 국회 한·미의원외교협의회 회원
  - 2012. 10.~2016. 5. 제19대 국회 한·이란의원친선협회 이사
  - 2012. 10.~2016. 5. 제19대 국회 한·네덜란드의원친선협회 부회장
  - 2013. 7.~2014. 5. 제19대 국회 전반기 국가정보원 댓글 의혹 사건 등의 진상규명을 위한 국정조사 특별위원회 간사
  - 2014. 6.~2016. 5. 제19대 국회 후반기 예산결산특별위원회 위원
  - 2014. 6.~2016. 5. 제19대 국회 후반기 안전행정위원회 간사
  - 2014. 7.~2016. 5. 제19대 국회 후반기 세월호 사건 조사 및 보상에 관한 조속 입법 태스크포스 위원
- 2020. 5.~2024. 5. 제21대 국회의원(서울 마포구 을, 더불어민주당, 3선)
  - 2020. 6.~2022. 5. 제21대 국회 전반기 교육위원회 위원
  - 2021. 9.~2024. 5. 제21대 국회 전·후반기 문화체육관광위원회 위원
  - 2022. 7.~2023. 5. 제21대 국회 후반기 과학기술정보방송통신위원회 위원장
- 2024. 5.~ 제22대 국회의원(서울 마포구 을, 더불어민주당, 4선)
  - 2024. 6.~2025. 6. 제22대 국회 전반기 법제사법위원회 위원장
  - 2025. 6.~ 제22대 국회 전반기 국방위원회 위원

## 범죄전력
- 집회및시위에관한법률위반, 국가보안법위반(기타): 징역4년 - 1990년 3월 28일 선고, 1995년 8월 15일 특별복권[6]
- 집회및시위에관한법률위반, 총포·도검·화약류등단속법위반, 폭력행위등처벌에관한법률위반, 특수공무집행방해, 현주건조물방화미수: 징역2년 - 1990년 3월 28일 선고, 1995년 8월 15일 특별복권[6]

### 미신고 집회 개최
2003년 8월 정청래는 신고하지 않고 조선일보사 앞에서 ‘생활정치 네트워크 국민의 힘’ 회원들과 대통령 노무현의 만평 등에 항의하는 집회를 개최하였다.
2004년 5월 31일 서울중앙지방검찰청 공안2부는 정청래를 집회및시위에관한법률위반 죄로 벌금 100만원에 약식 기소하였다.
2004년 6월 4일 정청래는 집회및시위에관한법률위반 죄로 벌금 1,000,000원을 선고받았다.

## 사건

### 최고위원회의 사퇴공갈발언 논란
2015년 5월 8일 새정치민주연합 최고위원회의에서 주승용 최고위원은 제갈량의 공개·공정·공평의 '3공 정신'을 되새겨야 한다며 소위 '친노 비선 라인'을 우회적으로 비판하며 당을 흔들었고, 이에 정청래 최고위원은 주승용 최고위원이 재보선 패배 후 사퇴 의사를 밝혔던 것을 문제삼으면서 사퇴할 것처럼 해 놓고 공갈치는 것이 더 문제라고 말하자, 주 최고위원은 공개석상에서 치욕적이라며 최고위원직 사퇴를 선언하고 회의장을 나갔다. 회의 후 기자들에게 정청래 최고위원은 “주승용 최고위원이 문재인 대표를 비난하는 것도 자유이고 옳지 못한 주승용 최고위원을 비판하는 것도 자유로, 사과할 일은 없다”고 강조했다. 하지만 문재인 당대표가 정청래 최고위원의 사과를 촉구하고, 당과 진보언론에서도 비판 목소리가 커지자, 정청래 최고위원은 직접 전라남도 여수가 지역구인 주승용 최고위원 사무실에 직접 찾아갔으나 기자들이 몰려오는 바람에 그것을 안 주 최고위원이 정청래 최고위원에게 전화해 정청래 최고위원이 주승용 최고위원에 사과하였고, 주 최고위원은 사과를 받아들이되 최고위원직 복귀는 거부하였다.

### 최고위원 직무정지처분과 당 윤리심판원 제소
주승용 의원의 사과수용에도 불구하고, 공갈발언 파문의 계속된 확산과 정청래 최고위원이 비노계 박주선 의원을 SNS상에서 공격하면서 당 갈등에 기름을 부어 친노-비노 싸움의 기폭제가 되었다. 이에 문재인 새정치민주연합 대표는“읍참마속의 심정으로 정청래 최고위원은 당분간 자숙의 시간을 갖도록 하겠다”라고 밝히며, 정청래 최고위원의 자숙을 밝혔으나, 잠시 후 정청래 의원의 최고위원회 출석정지 조치를 내리면서 사실상 정청래의원의 최고위원직 직무정지조치 하였다.
그리고 새정치연합내 비노 성향의 평당원 10여 명이 공갈 발언으로 논란을 일으킨 정청래 최고위원에 대해 당 윤리심판원에 제소하였다.
이에 김용민
, '유민아빠' 김영오
등이 정청래 의원을 옹호하였다. 2015년 5월 26일 새정치민주연합 윤리심판원에서 당직 자격정지 1년이라는 징계를 내리는 것으로 결론지었다. 한편 피해 당사자인 주승용의원은 선처의사를 윤리심판원에 전달했음에도 징계 결과가 나오자 “당직 자격정지를 받는다고 해도 3개월 안팎이 될 거라고 생각했는데 예상보다 강한 조치가 내려졌다”며 “저로서는 정 최고위원의 사과를 진정성 있게 받아들였었는데 안타까운 마음이 든다”고 했다.

### 자동차 접촉 사고 후 도주
정청래는 2018년 5월 4일 오후 8시 45분께 서울특별시 중구 퇴계로에 있는 한 언론사 건물 지하 2층 주차장에서 후진하던 중 주차된 다른 차의 앞범퍼 부분을 들이받았지만, 인적사항을 남기지 않고 도주하였다. 이 사고로 피해 차는 앞범퍼와 라디에이터 그릴 부분이 파손됐다. 정청래는 주차하다가 다른 차를 받고도 연락처를 남기는 등 사후처리를 하지 않은 채 도주해 범칙금 처분을 받았다.

## 출연 방송

### 진행 중인 프로그램
- 2017년 2월 16일~《판도라》(매일방송, 진행)[23]

## 저서
- 2003. 사람만이 사람 사는 세상을 만든다(황소걸음)
- 2011. 정통시사인물셀프탐구 OK 정청래(호두나무)
- 2011. 정청래와 함께 유쾌한 정치여행(호두나무)
- 2015. 거침없이 정청래 : 정청래의 정치현장보고(자음과모음)
- 2016. 정청래의 국회의원 사용법 : 국회의원 고르는 법, 국회의원 부리는 법, 국회의원 되는 법(푸른숲)

## 역대 선거 결과
|  | 44.77% |

|  | 37.88% |

|  | 54.48% |

|  | 53.75% |

|  | 52.44% |

## 소속 정당
| 소속 정당 | 소속 정당      | 소속 기간 | 비고      |
| --------- | -------------- | --------- | --------- |
|           | 새정치국민회의 | 1996~2000 | 정계 입문 |
|           | 새천년민주당   | 2000~2002 | 합당      |
|           | 무소속         | 2002~2003 | 탈당      |
|           | 열린우리당     | 2003~2007 | 창당      |
|           | 대통합민주신당 | 2007~2008 | 합당      |
|           | 통합민주당     | 2008      | 합당      |
|           | 민주당         | 2008~2011 | 당명 변경 |
|           | 민주통합당     | 2011~2013 | 합당      |
|           | 민주당         | 2013~2014 | 당명 변경 |
|           | 새정치민주연합 | 2014~2015 | 합당      |
|           | 더불어민주당   | 2015~현재 | 당명 변경 |

## 같이 보기
- 마포구 을
- 서울 마포구의 국회의원